# Juillac (Gers)
Juillac è un comune francese di 127 abitanti situato nel dipartimento del Gers nella regione dell'Occitania.

## Società

### Evoluzione demografica
Abitanti censiti